# Eccellenza Marche 2005-2006
Il campionato italiano di calcio di Eccellenza regionale 2005-2006 è stato il quindicesimo organizzato in Italia. Rappresenta il sesto livello del calcio italiano.
Questi sono i gironi organizzati dal Comitato Regionale Marche.

## Squadre partecipanti
| Squadra                          | Città (provincia)       |
| -------------------------------- | ----------------------- |
| A.S.D. Biagio Nazzaro 1922       | Chiaravalle (AN)        |
| U.S. Caldarola A.P.D.            | Caldarola (MC)          |
| A.S.D. Camerino Calcio           | Camerino (MC)           |
| A.S.D. Centobuchi                | Monteprandone (AP)      |
| A.S.D. Cingolana Calcio 1963     | Cingoli (MC)            |
| Civitanovese Calcio S.r.l.       | Civitanova Marche (MC)  |
| U.S. Falco Acqualagna            | Acqualagna (PU)         |
| U.S. Fermignanese                | Fermignano (PU)         |
| Bikkembergs Fossombrone          | Fossombrone (PU)        |
| S.S.D. Jesina Calcio S.r.l.      | Jesi (AN)               |
| U.S. Lucrezia Calcio 1966        | Cartoceto (PU)          |
| U.S. Montegiorgese               | Montegiorgio (AP)       |
| S.S. Monturanese                 | Monte Urano (AP)        |
| A.S.D. Calcio Porto Sant'Elpidio | Porto Sant'Elpidio (AP) |
| A.C. Real Vallesina              | Moie (AN)               |
| U.S. Truentina                   | Castel di Lama (AP)     |
| U.S. Urbisalviense               | Urbisaglia (MC)         |
| U.S. Vigor Senigallia A.S.D.     | Senigallia (AN)         |

## Aggiornamenti
L'organico venne definito in 18 formazioni per la prima volta dal 1992-1993. Due squadre provenivano dalla Serie D (Monturanese e Truentina Castel di Lama), tre dalla Promozione (le esordienti Fermignanese e Cingolana, unitamente al Bikkembergs Fossombrone, già Forsempronese, immediatamente risalito dopo la retrocessione di due anni prima e fresco d'acquisto da parte dello stilista Dirk Bikkembergs). A livello regolamentare venne introdotta una seconda retrocessione diretta mentre i playout avrebbero riguardato le squadre classificatesi dal terzultimo al sestultimo posto.
Il torneo vide un lungo testa a testa tra il Centobuchi e la Jesina che vide vincitore il piccolo club della frazione di Monteprandone. La Jesina, svuotata dal duello perso, uscì sconfitta nei playoff dove prevalse il Montegiorgio. I rossoblu, protagonisti di una bella cavalcata anche in Coppa Italia, non riuscirono a salire di categoria negli spareggi nazionali.
In coda alla classifica si registrava la seconda retrocessione consecutiva della Truentina Castel di Lama che vedeva il suo periodo d'oro alla conclusione. Simil sorte toccò all'Urbisalviense che solò pochi anni prima sognava il torneo interregionale. I playout furono questa volta fatali al Lucrezia che non riuscì a sconfiggere una Vigor Senigallia in crisi. La quarta ed ultima retrocessione toccò al Camerino che durante la stagione realizzò 44 punti, non sufficienti a evitare la beffa nello scontro con il Falco Acqualagna, staccato di 18 lunghezze nella stagione regolare.

## Classifica finale
|  | Pos. | Squadra                 | Pt | G  | V  | N  | P  | GF | GS | DR  |
|  | ---- | ----------------------- | -- | -- | -- | -- | -- | -- | -- | --- |
|  | 1.   | Centobuchi              | 68 | 34 | 19 | 11 | 4  | 39 | 23 | +16 |
|  | 2.   | Jesina                  | 64 | 34 | 17 | 13 | 4  | 40 | 19 | +21 |
|  | 3.   | Montegiorgio            | 59 | 34 | 16 | 11 | 7  | 43 | 25 | +18 |
|  | 4.   | Biagio Nazzaro          | 57 | 34 | 13 | 8  | 3  | 42 | 24 | +18 |
|  | 5.   | Cingolana               | 57 | 34 | 15 | 12 | 7  | 45 | 29 | +16 |
|  | 6.   | Civitanovese            | 56 | 34 | 14 | 14 | 6  | 40 | 25 | +15 |
|  | 7.   | Bikkembergs Fossombrone | 54 | 34 | 14 | 12 | 8  | 38 | 33 | +5  |
|  | 8.   | Real Vallesina          | 47 | 34 | 11 | 14 | 9  | 38 | 31 | +7  |
|  | 9.   | Fermignanese            | 46 | 34 | 12 | 10 | 12 | 43 | 42 | +1  |
|  | 10.  | Monturanese             | 46 | 34 | 11 | 13 | 10 | 41 | 41 | 0   |
|  | 11.  | Caldarola               | 46 | 34 | 12 | 10 | 12 | 28 | 31 | -3  |
|  | 12.  | Porto S.Elpidio         | 46 | 34 | 13 | 7  | 14 | 42 | 46 | -4  |
|  | 13.  | Camerino                | 44 | 34 | 10 | 14 | 10 | 31 | 31 | 0   |
|  | 14.  | Vigor Senigallia        | 34 | 34 | 9  | 7  | 18 | 27 | 38 | -11 |
|  | 15.  | Lucrezia                | 30 | 34 | 8  | 6  | 20 | 28 | 45 | -17 |
|  | 16.  | Falco Acqualagna        | 26 | 34 | 4  | 14 | 16 | 23 | 40 | -17 |
|  | 17.  | Urbisalviense           | 25 | 34 | 4  | 13 | 17 | 29 | 44 | -15 |
|  | 18.  | Truentina               | 12 | 34 | 3  | 3  | 28 | 21 | 71 | -50 |

## Spareggi

### Play-off

#### Semifinali
| Squadra 1                  | Totale | Squadra 2    | Andata | Ritorno |
| -------------------------- | ------ | ------------ | ------ | ------- |
| Cingolana                  | 3 - 2  | Jesina       | 2 - 2  | 1 - 0   |
| Biagio Nazzaro Chiaravalle | 3 - 3  | Montegiorgio | 1 - 2  | 2 - 1   |

##### Andata
| ??? 2006 | Cingolana | 2 – 2 | Jesina |  |

| ??? 2006 | Biagio Nazzaro Chiaravalle | 1 – 2 | Montegiorgio |  |

##### Ritorno
| ??? 2006 | Jesina | 0 – 1 | Cingolana |  |

| ??? 2006 | Montegiorgio | 1 – 2 | Biagio Nazzaro Chiaravalle |  |

#### Finale
| Squadra 1    | Risultato | Squadra 2 |
| ------------ | --------- | --------- |
| Montegiorgio | 1 - 0     | Cingolana |

| ??? 2006 | Montegiorgio | 1 – 0 | Cingolana |  |

### Play-out
| Squadra 1        | Totale | Squadra 2        | Andata | Ritorno |
| ---------------- | ------ | ---------------- | ------ | ------- |
| Falco Acqualagna | 3 - 0  | Camerino         | 1 - 0  | 2 - 0   |
| Lucrezia         | 2 - 4  | Vigor Senigallia | 1 - 2  | 1 - 2   |

#### Andata
| ??? 2006 | Falco Acqualagna | 1 – 0 | Camerino |  |

| ??? 2006 | Lucrezia | 1 – 2 | Vigor Senigallia |  |

#### Ritorno
| ??? 2006 | Camerino | 0 – 2 | Falco Acqualagna |  |

| ??? 2006 | Vigor Senigallia | 2 – 1 | Lucrezia |  |